# 李泰熏
李泰熏（韩语： I Taehun，1986年5月18日—），韩国男子帆船运动员，2011年夏季世界大运会男子帆板金牌得主、2018年亚洲运动会男子RS:X级帆板铜牌得主、2022年亚洲运动会男子iQFoil级水翼帆板银牌得主。